# نورمن بولاک
نورمن بولاک (به انگلیسی: Norman Bullock) بازیکن فوتبال زادهٔ ۸ سپتامبر ۱۹۰۰ اهل انگلستان که سابقهٔ بازی در تیم ملی فوتبال انگلستان را در کارنامهٔ خود دارد. وی در تاریخ ۱۹ مارس ۱۹۲۳ نخستین بازی ملی خود را در مقابل تیم ملی فوتبال بلژیک انجام داد و با حضور در ۳ بازی ملی، در تاریخ ۲۰ اکتبر ۱۹۲۶ واپسین بازی ملی‌اش را در برابر تیم ملی فوتبال ایرلند شمالی برگزار کرد.
این بازیکن توانسته در بازی‌های ملی، ۲ گل به ثمر برساند.